# ذوبان الثلج

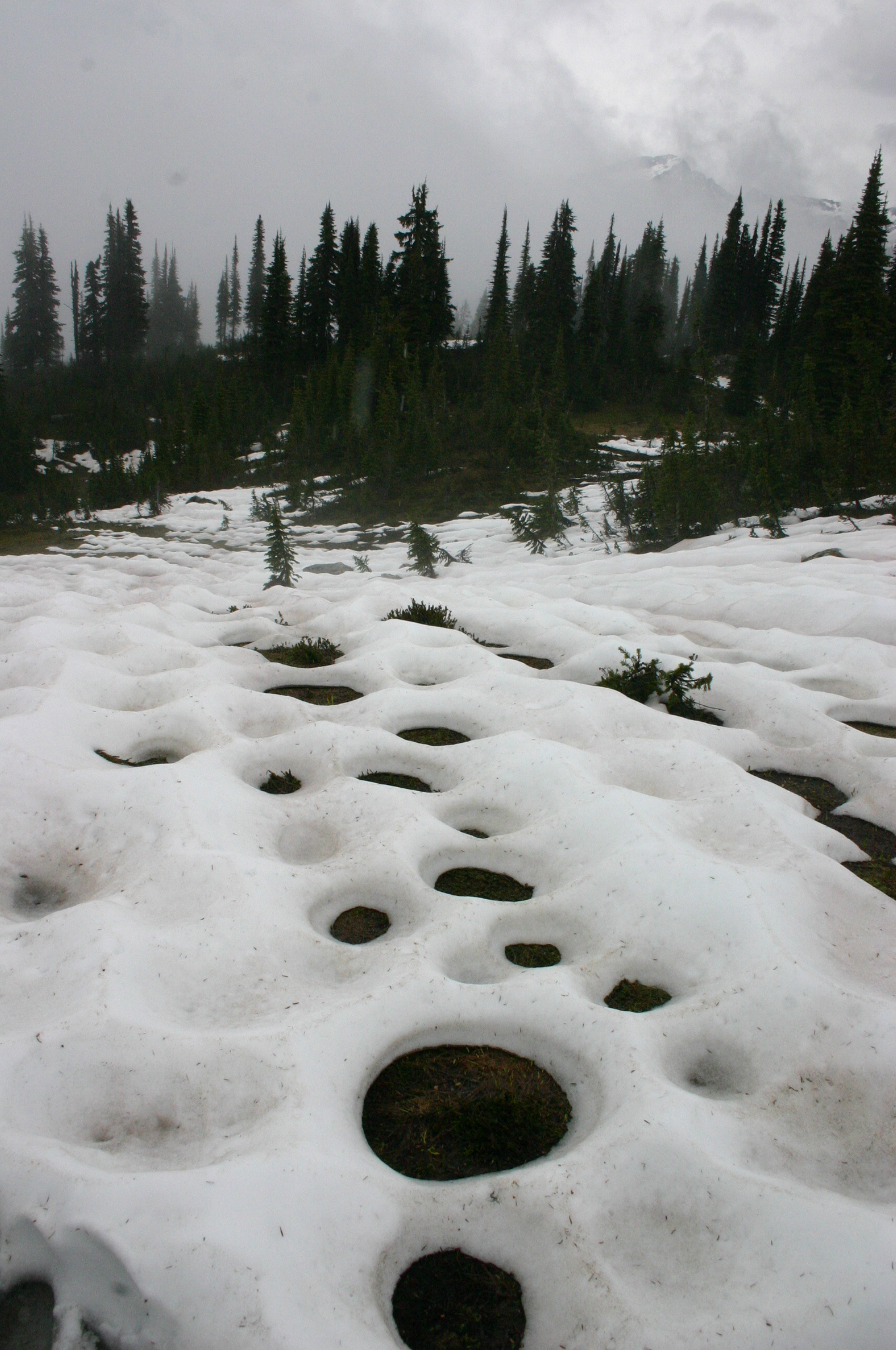
تسبب حرارة الحشيش ذوبان دائرة للثلج

ذوبان الثلج هو تحوله من الحالة الصلبة إلى الحالة السائلة (إلى ماء،) وقد يشار بـذوبان الثلج إلى فصل ذوبان الثلج في البلدان التي يهطل فيها الثلج بغزارة. وزيادة معدلات ذوبان الثلج تسبب في الكثير من الأحيان الفيضانات.

## معرض صور

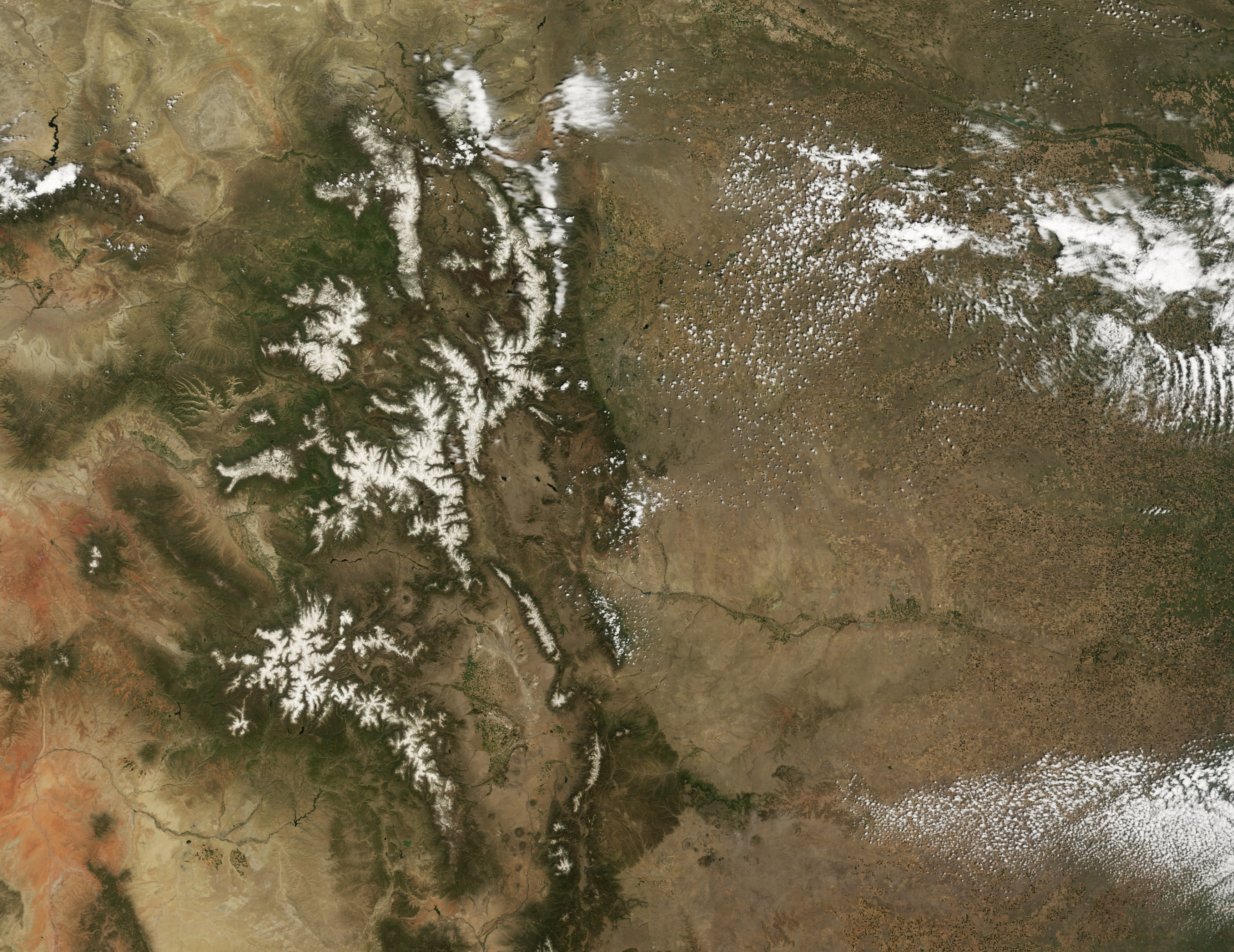
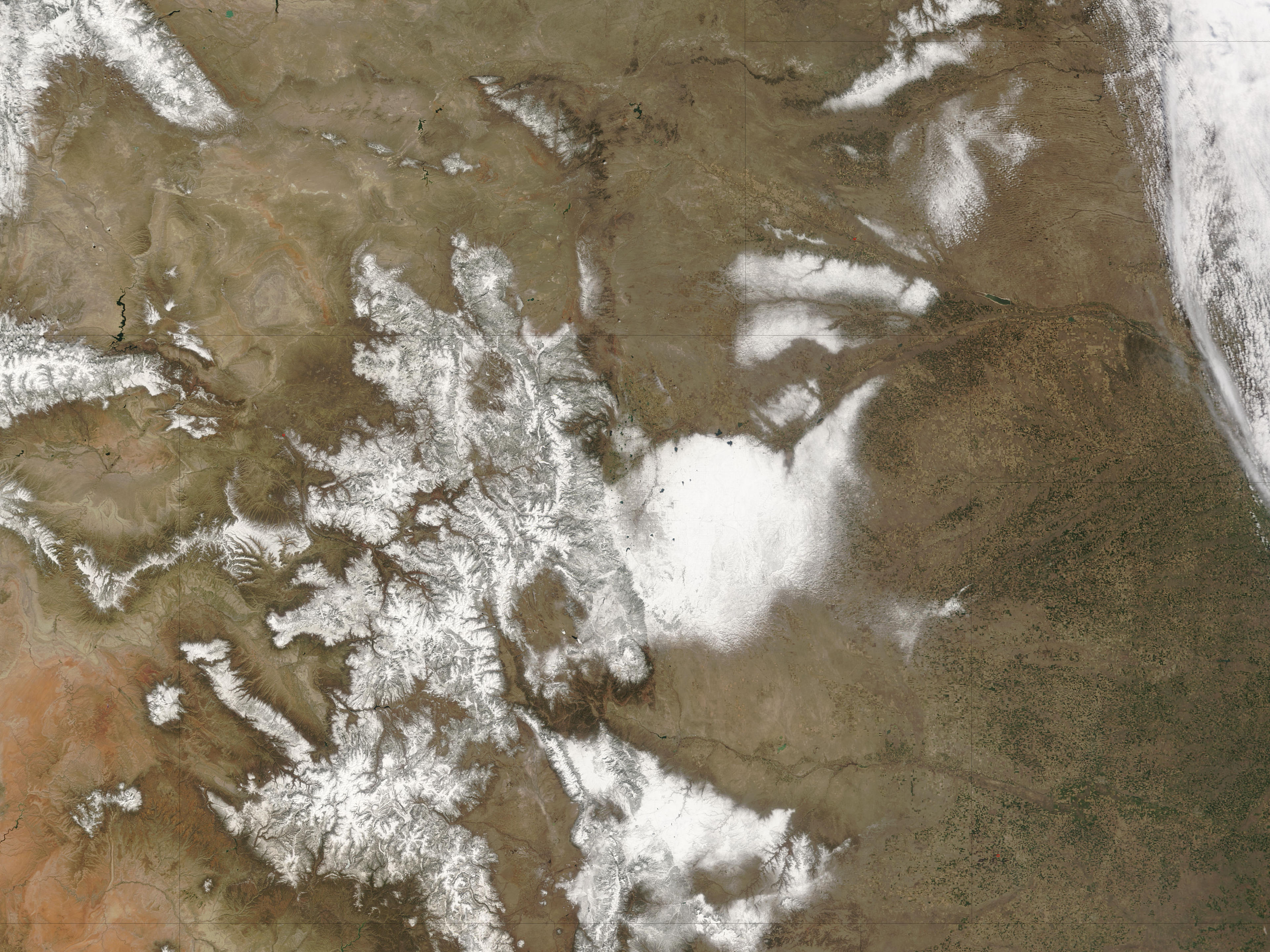
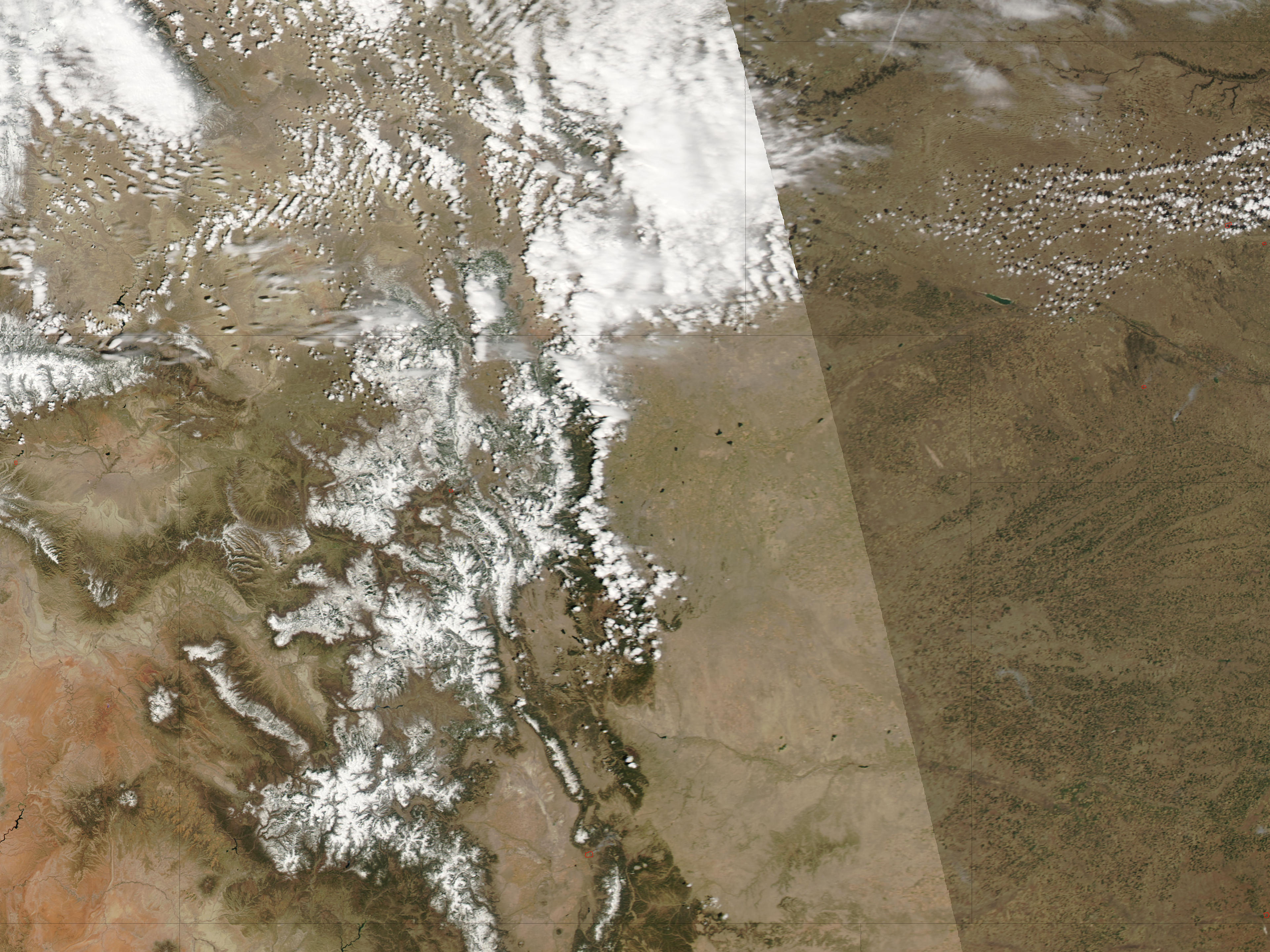
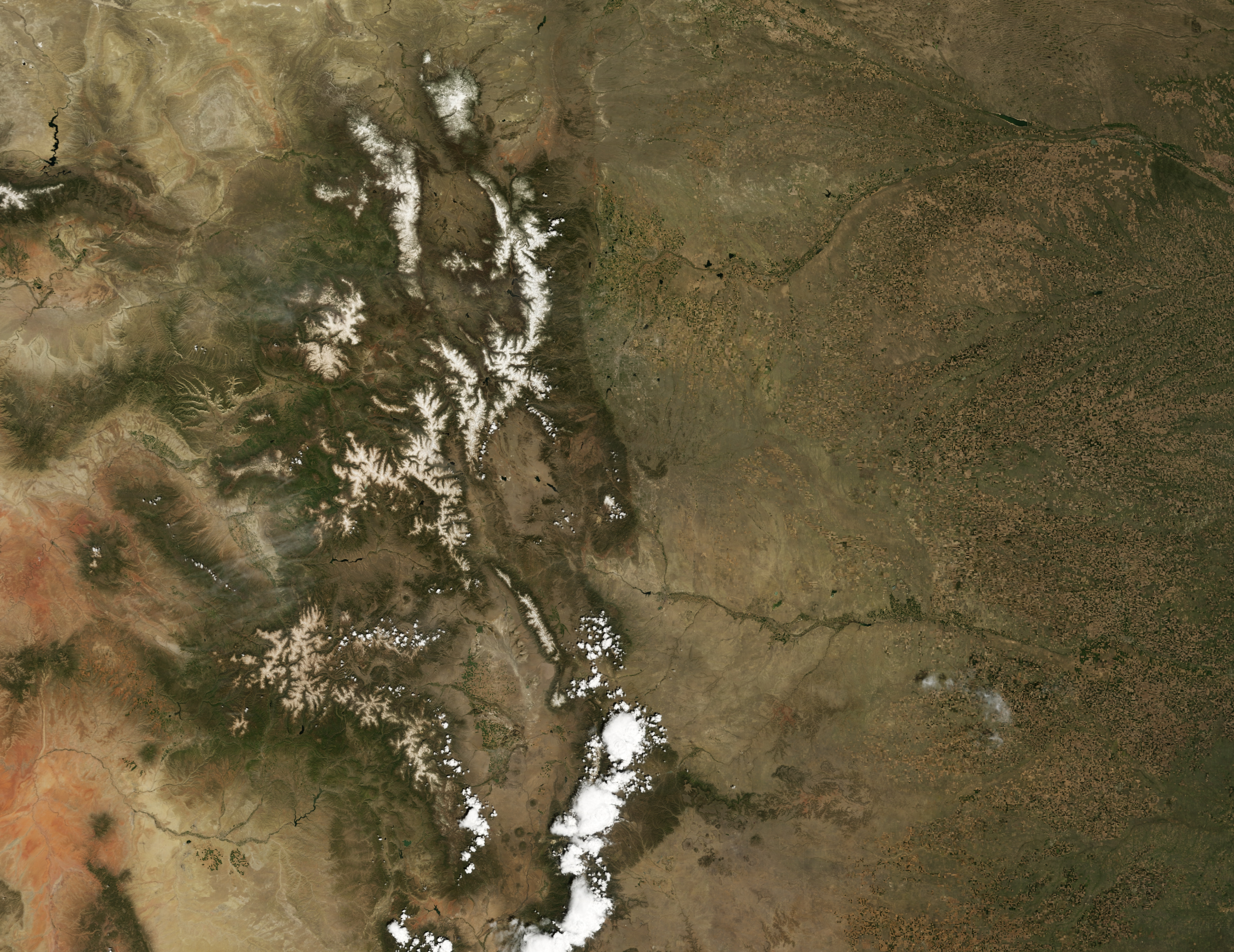